# Computer and Communications Industry Association
Die Computer and Communications Industry Association (CCIA) ist eine internationale Interessenvertretung mit Sitz in Washington, DC, USA, die die Informations- und Kommunikationstechnologiebranche vertritt. Die internationale CCIA wurde 1972 gegründet. 
Der Europäische Zweig der CCIA wurde 2010 gegründet. Sie ist einer der wichtigsten Lobbyverbände der Tech-Industrie in der EU. Finanziert wird sie unter anderem von Google, Amazon, Meta & Co.
Daniel Friedlaender, Senior Vice President & Head of Office von CCIA Europe, kann folgendes Zitat über den DMA und DSA zugeschrieben werden:

„Any industry tends to complain about new EU rules, but this report reveals that the regulatory burden on Europe’s tech sector has become truly excessive and self-defeating, hurting the economy.
Jede Branche neigt dazu, sich über neue EU-Vorschriften zu beschweren, aber dieser Bericht zeigt, dass die regulatorische Belastung für den europäischen Technologiesektor wirklich übermäßig geworden ist und sich selbst schadet und die Wirtschaft beeinträchtigt.“

Laut Eigenwerbung beschäftigen die CCIA-Mitglieder mehr als 1,6 Millionen Arbeitnehmer, investieren mehr als 100 Millionen US-Dollar in Forschung und Entwicklung und tragen Milliarden von Dollar zur Produktivität der Weltwirtschaft bei.

## Mitglieder
Die Mitglieder der CCIA sind (in alphabetischer Reihenfolge): Amazon, Apple, Cloudflare, Coupang (Website), Deliveroo, Dish, EBay, Google LLC, Intel, Intuit, Meta Platforms, Nord Security, Opera Software, Pinterest Inc., Rakuten, Red Hat, Shopify, Texas Net, TSMC, Uber (Unternehmen), Viagogo, Waymo, X (soziales Netzwerk), Zebra.